# فلاديمير لايتنر
فلاديمير لايتنر (بالسلوفاكية: Vladimír Leitner)‏ هو لاعب كرة قدم سلوفاكي في مركز ظهير ‏، ولد في 28 يونيو 1974 في جيلينا في سلوفاكيا. شارك مع منتخب سلوفاكيا تحت 21 سنة لكرة القدم ومنتخب سلوفاكيا لكرة القدم. أما مع النوادي، فقد لعب مع نادي تيبليتسه ونادي جيلينا ونادي سبارتاك ترنافا.

## وصلات خارجية
- فلاديمير لايتنر على موقع قاعدة بيانات كرة القدم.إي يو (الإنجليزية)
- فلاديمير لايتنر على موقع ناشيونال فوتبول تيمز (الإنجليزية)
- فلاديمير لايتنر على موقع عالم كرة القدم.نت (الإنجليزية)